# Бялокозович, Базыли
Базылий Бялокозо́вич (пол. Bazyli Białokozowicz, бел. Васіль Белаказовіч; 2 января 1932, деревня Видово в Белостокское воеводство — 21 февраля 2010, Варшава) — польский учёный-славист, литературовед, культуролог.

## Биография
Родился в деревне Видово в Белостокском воеводстве Польской Республики (ныне деревня в гмине Бельск-Подляский Бельского повята Подляского воеводства Польши) в мещанско-крестьянской семье. По происхождению наполовину белорус, наполовину — поляк.
До войны год отучился в польской школе, в 1939 году в Видово сначала вошли немецко-фашистские оккупационные войска, затем советские войска (Видово как и близлежащая местность вошла в состав Белорусской ССР, в Белостокскую область); после этих событий учился в белорусской школе (причём преподаватели были из Ленинградской семьи поляков Конрадув, которые знали русский, а белорусский только учили), затем с началом немецкой оккупации учился также в белорусской школе, где также изучали и немецкий язык, но не польский. После войны, когда Видово вновь в составе Польской Республики, Базылий Бялокозович продолжил обучение в белорусской школе в городе Бельск-Подляский (школа размещалась в здании кинотеатра «Факел»), где в том числе учили и русскому языку, но в 1947 году школу закрыли и Базылий продолжил обучение уже в польской школе имени Тадеуша Костюшко. Несмотря что, спустя время, белорусская школа вновь открылась, продолжил обучение в польской школе, и окончил её как отличник-ударник учёбы и социальной практики (пол. "przodownik nauki i pracy społecznej"), за что был направлен в 1951 году в Берлин на Всемирный фестиваль молодёжи и студентов, это также позволило ему поступить в ВУЗ без экзаменов, по специальности польская литература.
Но Базылий изъявил желание изучать историю Советского Союза, на что ему было предложено изучать русскую филологию и он в числе 700 польских студентов поехал в СССР, где начал обучение в Горьковском государственном университете (1951—1955), а после третьего курса продолжил обучение в Ленинграде. Написал ряд работ связанных с Львом Толстым. Окончил филологический факультет Ленинградского государственного университета в 1956 году. Вернулся в Польшу в 1956 году. Окончил исторический факультет Ленинградского государственного университета в 1957 году.
С февраля 1957 года работает в Варшавском университете на кафедре русской филологии. С 1973 года в Польской академии наук, в институте славяноведения. До 1984 года заместитель директора славяноведения Польской АН, до 1987 года заместитель секретаря-академика 1-го отделения Польской АН, затем с 1987 года работает в ИМЛИ АН СССР и в Высшей педагогической школе в городе Ольштын, затем с 1992 года заведующий кафедрой в Варминско-Мазурском университете (Ольштын).
Член ПОРП с 1949 года. Политически придерживался ортодоксальных взглядов, в начале 1980-х состоял в клубе Варшава 80. Доктор наук (1972) — докторская диссертация «Из истории взаимных польско-русских литературных связей», в 1975—1991 годы — главный редактор ежеквартального журнала Slavia Orientalis («Восточно-славянская филология»), с 1976 года по 1986 год — вице-президент международной ассоциации преподавателей русского языка и литературы, с 1976 года по 1981 год — председатель Польского общества русистов, член Национального совета культуры Польши в 1982—1986 годы, награждён офицерским крестом ордена Возрождения Польши (1985), профессор (1986), исследователь русской, белорусской и украинской культуры, польско-восточнославянских культурных связей; почётный доктор Ленинградского государственного университета (1981) и Нижегородского государственного университета (1995). Академик Международной академии наук Евразии (1998).
Награждён в 1979 году медалью А. С. Пушкина Международной ассоциации преподавателей русского языка и литературы.
Автор ряда монографий, полтысячи научных статей, основатель и редактор нескольких научных журналов. Работы Бялокозовича переведены на английский, белорусский, литовский, немецкий, русский, украинский и французский языки. Указан в «Золотой книге польской науки 2000. Учёные на рубеже веков».
Последние годы жил в Варшаве, работал в Ольштыне. Умер 21 февраля 2010 года в Варшаве. Похоронен на православном кладбище Варшавы.